# Тенносаар, Кальмер Самуэлевич
Кальмер Самуэлевич Тенносаар (эст. Kalmer Tennosaar; 1928—2004) — эстонский диктор телевидения и певец. Заслуженный артист Эстонской ССР (1967).
Исполнитель песни «Йенька» (Г. Подэльский и Дм. Иванов) в стиле популярного в 60-е годы танца летка-енка.

## Биография
Родился 23 ноября 1928 года в волости Вастсе-Куусте Эстонии.
В течение двух лет изучал право вТартуском университете. В 1948—1953 гг. учился в Тартуском музыкальном училище у Рудольфа Йыкса и Салме Канн. В 1957 году он перешел в Таллинскую государственную консерваторию, где учился три года, но не окончил её.
1 января 1955 года победил в конкурсе дикторов на эстонское телевидение. Работал на эстонском ТВ сначала диктором, а потом как редактор.
Умер 20 сентября 2004 года в Таллине, похоронен на кладбище Рахумяэ.
Дочь — Лийна Тенносаар (род. 23 мая 1965), актриса театра и кино.